# Schmalfeld
Schmalfeld település Németországban, Schleswig-Holstein tartományban. Lakosainak száma 2051 fő (2023. december 31.).

## Népesség
A település népességének változása:
| Lakosok száma | 1319 | 1931 | 1874 | 1955 | 1961 | 2051 |
|               | 1975 | 2017 | 2019 | 2021 | 2022 | 2023 |